# Ocyale pilosa
Ocyale pilosa är en spindelart som först beskrevs av Roewer 1960.  Ocyale pilosa ingår i släktet Ocyale och familjen vargspindlar. Inga underarter finns listade i Catalogue of Life.